# Scirocco (schip, 1974)
De Scirocco is een roroveerboot welke onder andere voer op trajecten tussen Almería in Spanje en Nador Noord-Marokko. De Scirocco was het schip dat de eerste 10 jaar van het bestaan van deze lijn de dienst verzorgde.

## Geschiedenis
Het schip heeft gevaren voor diverse eigenaren/charteraars en op verschillende lijnen:
| Periode     | Scheepsnaam       | Eigenaar                       | Rederij                                | Opmerkingen                              |
| ----------- | ----------------- | ------------------------------ | -------------------------------------- | ---------------------------------------- |
| 1974 - 1982 | St. Edmund        | Sealink                        | Sealink UK                             | Vlag:                                    |
| 1982 - 1983 | St. Edmind        | Sealink                        | Ministerie van Defensie (VK)           | Falklandoorlog                           |
| 1983 - 1986 | HMS Keren         | Ministerie van Defensie VK     | Ministerie van Defensie VK             | nasleep Falklandoorlog                   |
| 1986        | Scirocco          | Tirrenia di Navigazione        | Cenargo International Plc. (1986-2004) |                                          |
| 1986 - 1987 | Scirocco          | onbekend                       | Cenargo International Plc. (1986-2004) |                                          |
| 1986 - 1987 | Scirocco          |                                | Cenargo International Plc. (1986-2004) |                                          |
| 1987        | Scirocco          | COMANAV                        | Cenargo International Plc. (1986-2004) |                                          |
| 1987        | Scirocco          | Trasmediterránea               | Cenargo International Plc. (1986-2004) |                                          |
| 1988        | Scirocco          | Cutunav Tunesia Ferries        | Cenargo International Plc. (1986-2004) |                                          |
| 1989 - 1992 | Rozel             | British Channel Island Ferries | Cenargo International Plc. (1986-2004) |                                          |
| 1992 - 1993 | Scirocco          | Trasmediterránea               | Cenargo International Plc. (1986-2004) |                                          |
| 1993        | Scirocco          | FerriMaroc                     | Cenargo International Plc. (1986-2004) |                                          |
| 1993        | Scirocco          | COMANAV                        | Cenargo International Plc. (1986-2004) |                                          |
| 1994 - 2004 | Scirocco          | FerriMaroc                     | Cenargo International Plc. (1986-2004) | inauguratie lijn Haven van Nador-Almería |
| 2004 - 2005 | Santa Catherine I | COMANAV                        | El Salam Maritime                      | Vlag:                                    |
| 2005        | Santa Catherine I | Algerie Ferries                | El Salam Maritime                      | Algiers naar Alicante en Marseille       |
| 2005 - 2006 | Santa Catherine I | El Salam Maritime              | El Salam Maritime                      | (Midden-Oosten)                          |
| 2006 - 2009 | Sara 3            | El Salam Maritime              | El Salam Maritime                      | (Midden-Oosten)                          |
| 2009        | Sara 3            | geen                           | El Salam Maritime                      | Als sloop verkocht aan India             |

MV Scirocco was de naam van het schip dat vanaf de opening van de lijn tussen de haven van Nador en de haven van Almería voer voor rederij FerriMaroc. Toen het schip in dienst kwam van FerriMaro,c had het al een heel leven achter de rug.
De Scirocco begon als de St. Edmund in 1974 voor de, aan British Rail verbonden, maatschappij Sealink. Sealink exploiteerde onder andere de veerdienst Harwich-Hoek van Holland, die later opging in Stena Line.

## Falklandoorlog
Tijdens de Falklandoorlog in 1982 vorderde het Britse Ministerie van Defensie een groot aantal (onder Britse vlag varende) koopvaardijschepen. Ten behoeve van troepentransport werden veerboten gevorderd, zoals de MV Norland van North Sea Ferries en ook de St. Edmund van Sealink. De meeste schepen werden, na grondige renovatie, teruggegeven aan de eigenaar, maar de St. Edmund werd gekocht van Sealink.

## Nador
Nadat de Britse regering het schip weer had verkocht, heeft het vooral op kortdurende (seizoens)charters gedraaid totdat de – dan nieuwe – maatschappij FerriMaroc een nieuwe lijndienst opent Nador-Almería. FerriMaroc is de eerste maatschappij die op deze, inmiddels zeer veel gebruikte, lijn gaat varen. Tussen 1994 en 2004 gebruikt FerriMaroc de voormalige St. Edmund en vervolgens de MV Normandy, MV Mistral (express) en de MV Wisteria die nog steeds op het traject vaart.
FerriMaroc charterde de Scirocco van eigenaar Cenargo International Plc.

## Sloop
Toen het schip uit de vaart werd genomen door FerriMaroc, verkocht Cenargo International Plc. het schip aan El Salam Maritime uit Cairo. Het schip heeft nog kort dienstgedaan op een dienst tussen Algerije en Frankrijk en daarna voor de eigenaar mogelijk in het Midden-Oosten (Jedah etc.). In 2009 werd het schip voor sloop verkocht aan India.